# Draga (Fluss)
Die Draga, auch Limska draga, ist ein periodischer Karstfluss im zentralen Teil der Halbinsel Istrien in Kroatien. Das Gewässer erstreckt sich aufgrund der karsthydrologischen Umfeldbedingungen nur im mittleren Abschnitt des Tales an der Oberfläche, das ansonsten ein Trockental ist.

## Verlauf
Das Quellgebiet der Draga befindet sich nordöstlich des Dorfes Beram in einer Berggegend im zentralen Istrien. Zwei periodisch Wasser führende Bäche vereinigen in einer kleinen Talebene nahe dem Weiler Podberam zur Draga und nach einer geringen Strecke stromabwärts mündet der Bach Čipri ein. Von hier fließt die Draga in Richtung Südwesten. Nördlich des Dorfes Tinjan nimmt das Tal eng gewundene Formen an und hier fällt das Bachbett auf kurzer Strecke durch Versickerung trocken. Flussabwärts von dieser Lokalität richtet sich der Verlauf nach Süden, wobei das Bachbett abschnittsweise stark mäandriert. Weiter südlich von Tinjan quert die Regionalstraße 5075 den stark bewaldeten Taleinschnitt. Den weiteren Verlauf bildet überwiegend ein Trockental.
Zwischen den Ortschaften Kringa (im Westen) und Sveti Petar u Šumi (im Osten) krümmt sich das Tal in zwei engen Kurven, nach denen die Draga wieder an der Oberfläche sichtbar wird. Das Talniveau fällt weiter in Richtung Süden ab, hier passiert der Bach die Jama Rupa und wenige Meter davon entfernt endet er in einem Wasserbecken mit dem Namen Kali. Von hier ist im Tal kein Wasserlauf mehr sichtbar. Die Autobahn A9 überquert mit einem hohen Viadukt den Teileinschnitt. Der Lim-Kanal gilt als Mündungsbereich des letzten unterirdisch verlaufenden Gewässerabschnitts.

## Das Umfeld des Tales
Am Rande des Tales liegen einige Sehenswürdigkeiten, die für die Geschichte Istriens von Bedeutung sind. Das sind beispielsweise die Stadt Kanfanar, die Ruinen der frühmittelalterlichen Burg Dvigrad mit den frühromanischen  Resten der Kirche Sveta Sofija oder die gotische Kapelle Sveta Marija od Lokvića unterhalb von Dvigrad.

## Galerie

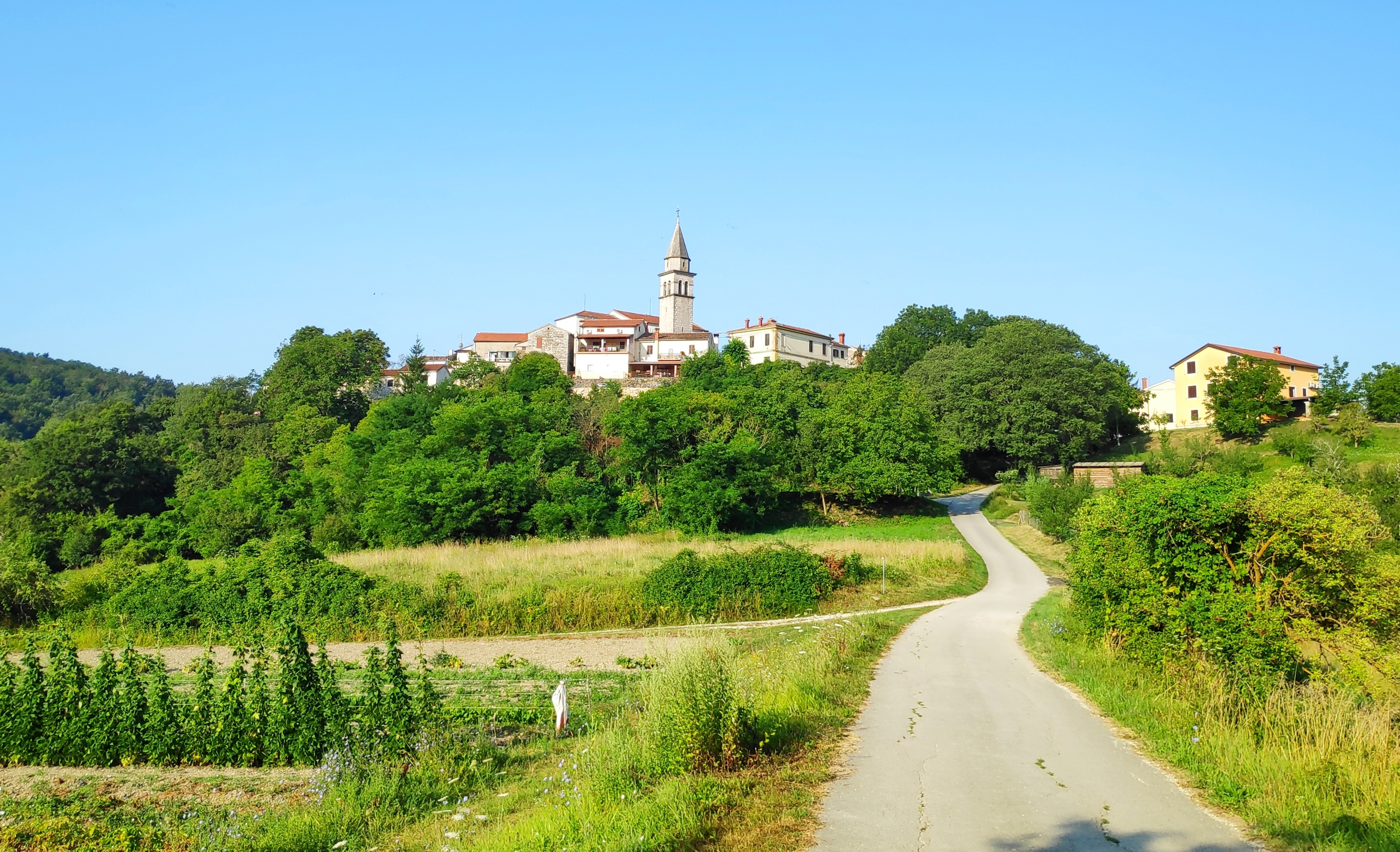
Das Dorf Beram am Oberlauf der Draga
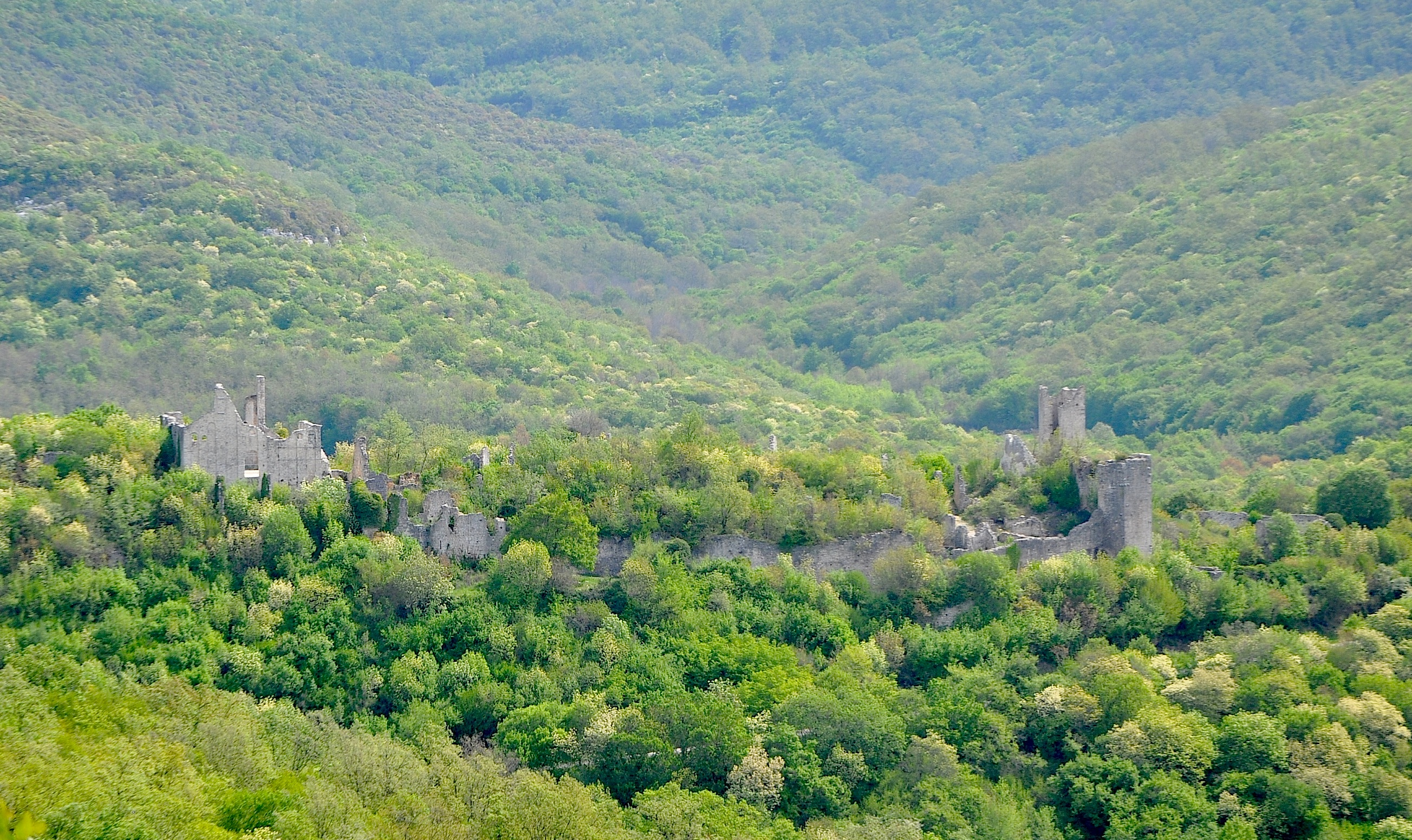
Die Ruinen von Dvigrad am Rand des dicht bewaldeten Tales
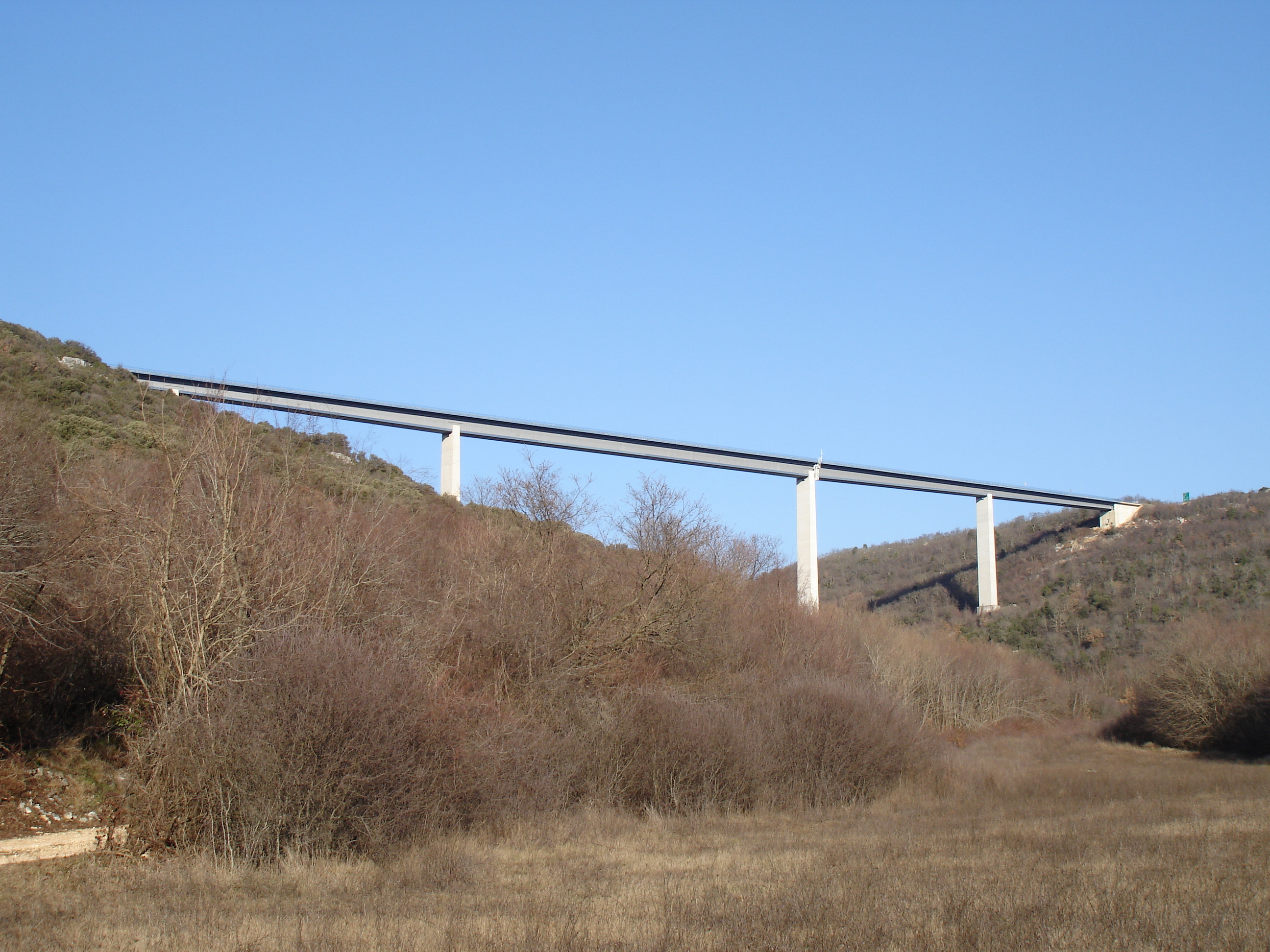
Der A9-Viadukt überspannt bei Kanfanar das Tal
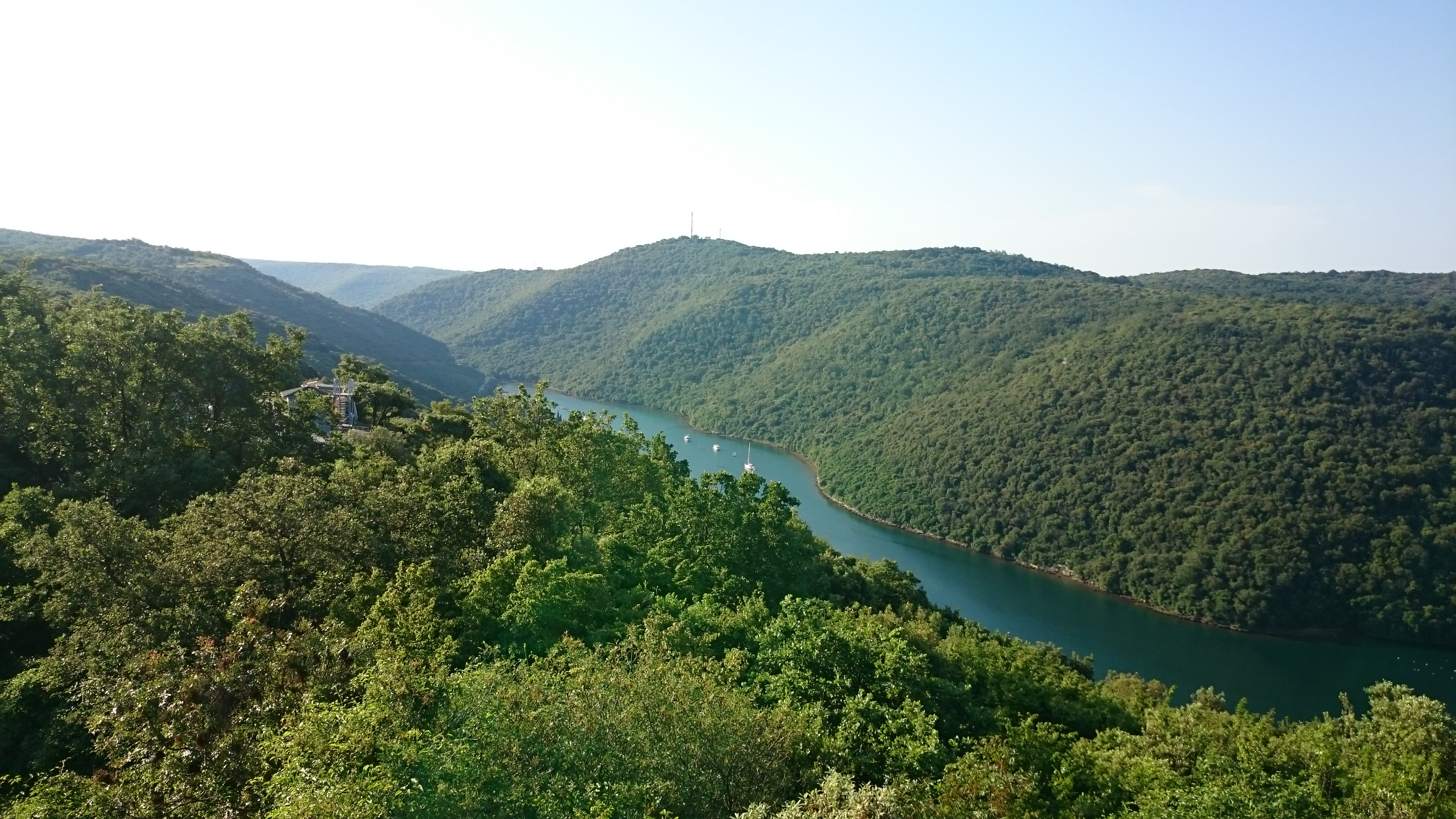
Blick in den inneren Abschnitt des Lim-Kanals